# Anna-Lena Grüne
Anna-Lena Grüne (Hildesheim, 30 de octubre de 2001) es una jugadora de voleibol de playa alemana.

## Carrera
En 2016, Grüne terminó quinta con Paula Klemperer en el campeonato alemán Sub-18. En 2017 formó dúo con Lea Sophie Kunst. Grüne/Kunst fueron subcampeonas Sub-17 y Sub-18. En 2018 participaron en la clasificación para el Techniker Beach Tour en Núremberg. Terminaron novenas en el Campeonato Mundial Sub-19 en Nankín. Luego se convirtieron en campeonas alemanas Sub-18. Con Greta Klein-Hitpass, Grüne también llegó a la final del torneo Sub-19. El entrenador de 2015 a 2019 fue Stefan Drews, quien ganó varios títulos nacionales con el equipo de la Asociación de Voleibol del Noroeste de Alemania. En 2019, Grüne jugó principalmente con Nele Schmitt y Chenoa Christ. En el Techniker Beach Tour 2019, Grüne/Schmitt logró el noveno lugar en Núremberg y el 13.° lugar en Dresde.
En 2020, Grüne fue utilizada como suplente en la Beach-Liga. Con Isabel Schneider, disputó la segunda semana del torneo y también apareció en la Final Four, donde terminó cuarta tras dos derrotas. Jugó el primer torneo clasificatorio del Comdirect Beach Tour 2020 con Julika Hoffmann. En el segundo torneo jugó con la campeona olímpica Kira Walkenhorst, se clasificó para el campeonato alemán, donde alcanzó el quinto puesto.
En enero/febrero de 2021, el equipo Grüne/Schmitt participó en la primera edición del German Beach Trophy en Düsseldorf. Allí alcanzaron los cuartos de final de los playoffs, que perdieron ante las eventuales ganadoras Nadine y Teresa Strauss. Con Leonie Körtzinger, Grüne ganó la clasificación para el German Beach Tour 2021 en Timmendorfer Strand en Stuttgart. En el torneo de 1 estrella de la FIVB en Lovaina, terminó segunda con Chenoa Christ. En dos torneos posteriores de 1 estrella de la FIVB, Grüne jugó con Sarah Schulz. Ganó el torneo en Apeldoorn y terminó segunda en Nimega. Terminaron en el puesto 17 en el torneo de 4 estrellas en Itapema en noviembre.
En 2022, Grüne volvió a jugar con Kira Walkenhorst. En julio, Grüne/Walkenhorst ganaron los torneos de Hamburgo y Bremen en el German Beach Tour. En agosto ganó el torneo «Rock the Beach» en Berlín con Anna Behlen. En el campeonato alemán de septiembre, Grüne/Walkenhorst obtuvo el tercer puesto. Sarah Schulz ha vuelto a ser compañera de Green desde octubre de 2022. En dos torneos de desafío en el World Beach Pro Tour en Dubái, Grüne/Schulz terminaron novenas y quintas.